# Gehakkelde aurelia
De gehakkelde aurelia (Polygonia c-album) is een vlinder uit de onderfamilie Nymphalinae van de familie Nymphalidae (aurelia's of schoenlappers). Deze middelgrote vlinder komt voor in een groot deel van het Palearctisch gebied en zijn verspreidingsgebied breidt zich steeds verder uit naar het noorden.
De gehakkelde aurelia is in Nederland en België een algemene soort, die bij bosranden, struwelen en in parken en tuinen kan worden waargenomen. Met de dagpauwoog, atalanta, kleine vos en landkaartje is de gehakkelde aurelia een van de "brandnetelsoorten" onder de dagvlinders, waarvan de rupsen vooral op brandnetel te vinden zijn. Het menu van de rups van de gehakkelde aurelia kan echter ook uit andere planten bestaan. De vlinder overwintert als volwassen dier verstopt in boomholtes of tussen afgevallen blad.

## Naamgeving

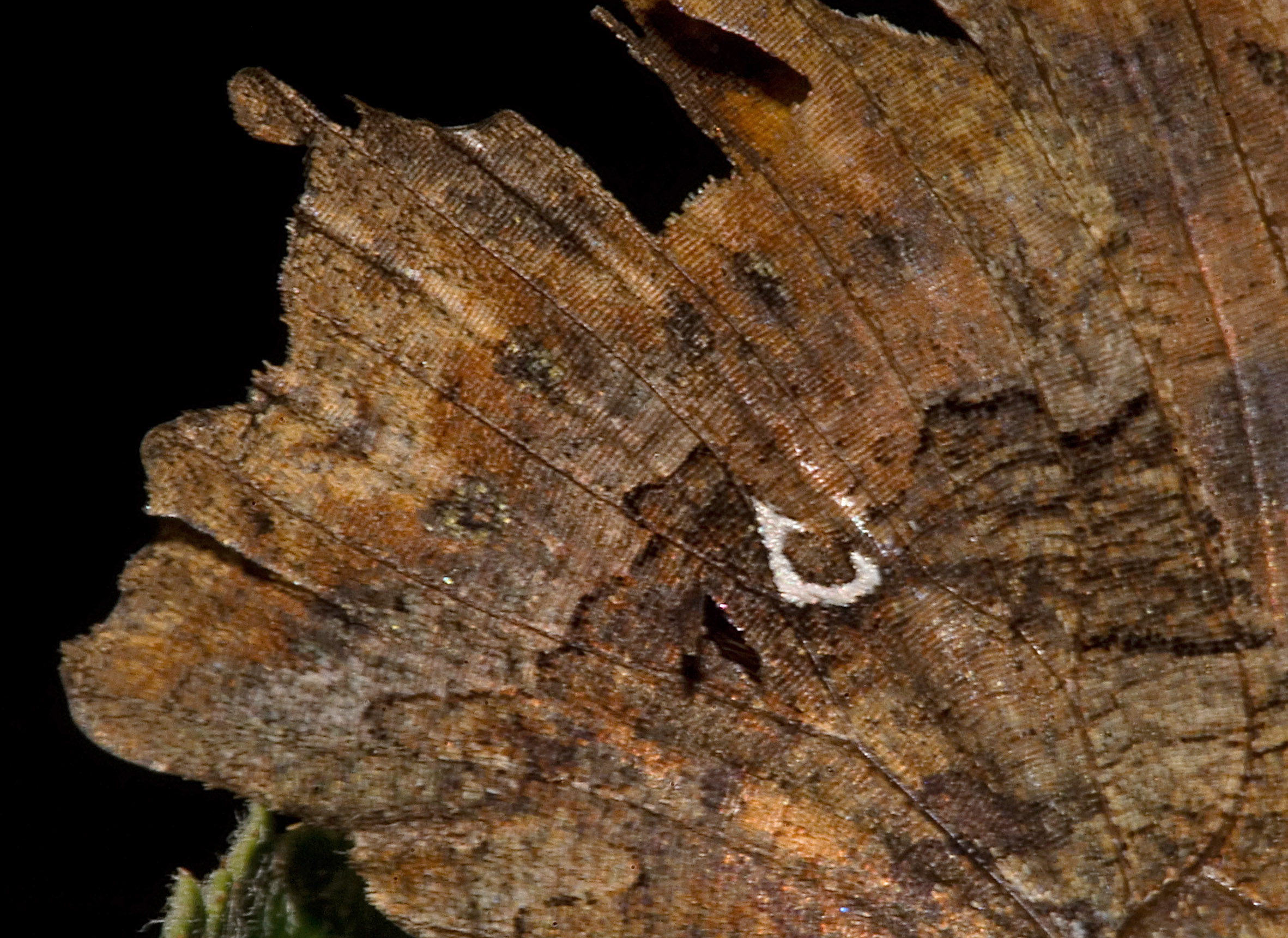
De witte C

De gehakkelde aurelia dankt de Nederlandstalige naam aan de grof gekartelde (gehakkelde) vleugelrand. Ook de Franse naam Robert-le-Diable (Robert de duivel) verwijst naar de grillige vleugelranden.
Het tweede deel van de Nederlandse naam aurelia is afgeleid van het het Latijnse aurelia (goudkleurig). Het werd ook zonder gehakkelde als oude naam voor de soort gebruikt. Aurelia's is ook een van de traditionele benamingen voor de onderfamilie Nymphalinae waartoe de gehakkelde aurelia behoort. Tegenwoordig wordt deze naam ook wel gebruikt voor de hele familie Nymphalidae.
De soortaanduiding c-album verwijst naar de witte c (album = wit) die zichtbaar is op de vleugels van de vlinder wanneer deze gesloten zijn. Ook in het Duits (C-falter) en vele andere talen wordt naar deze C verwezen. Ditzelfde geldt voor oude Nederlandse namen C-vlinder en witte C-vlinder. Ook de Engelse naam Comma verwijst naar deze witte C, maar benoemt de witte vorm als komma.

## Verspreiding
De vlinder komt voor in vrijwel heel Europa, in Noord-Afrika en in Noord- en Centraal-Azië tot en met noordelijk China, Korea en Japan. De soort vliegt tot hoogtes van 2000 meter boven zeeniveau.
De grens van het verspreidingsgebied van de gehakkelde aurelia is behoorlijk variabel. Door de tijd heen vonden flinke verschuivingen plaats. In het eerste kwart van de eenentwintigste eeuw was dat naar het noorden onder invloed van de klimaatverandering. De verschuivingen zorgen voor fluctuaties in het voorkomen in landen dicht tegen de areaalgrens, zoals Nederland en Groot-Brittannië.

### Nederland
In Nederland was de soort aan het begin van de twintigste eeuw vrij algemeen. Daarna nam het voorkomen af. In 1925 was de vlinder zeldzaam en in het noorden werd hij in het geheel niet meer waargenomen. In de dertig jaar daarna namen de aantallen toe, om vervolgens in de jaren 1960 weer af te nemen totdat de soort alleen nog in Limburg en Noord-Brabant werd gevonden. De eerste helft van de jaren 1970 bracht weer een korte opleving. Sinds de jaren 1980 breidt het verspreidingsgebied zich snel uit in noordelijke richting. Per 2020 is het land vrijwel geheel gekoloniseerd en is de gehakkelde aurelia een algemene standvlinder.

### Groot-Brittannië
In Groot-Brittannië was de soort aan het begin van de negentiende eeuw wijdverbreid. Het verspreidingsgebied verkleinde daarna echter flink, hetgeen wordt toegeschreven aan het feit dat veel minder hop, toen vermoedelijk de voornaamste waardplant, werd geteeld. Sinds de jaren 1940 verschuift de areaalgrens onder invloed van klimaatverandering weer naar het noorden. In Engeland en Wales is de soort nu weer wijdverbreid en inmiddels is hij ook in het zuiden van Schotland gevestigd. Bij geen enkele vlindersoort is de areaalverschuiving zo snel gegaan als bij de gehakkelde aurelia. Dit heeft waarschijnlijk mede te maken met het breder geworden menu van de rups. Aanvankelijk at die in Groot-Brittannië voornamelijk hop, maar in de loop van de tijd is steeds vaker grote brandnetel en ruwe iep als voedselplant gekozen. Deze verbreding van keuze van waardplanten heeft ertoe geleid dat de soort zich makkelijker in noordelijker gebieden heeft kunnen aanpassen dan soorten die afhankelijker zijn van één waardplant. Bovendien is gebleken dat grote brandnetel en ruwe iep in veel omstandigheden een gunstiger menu zijn dan de oorspronkelijk vooral gekozen hop.

### Habitat
De voornaamste habitat van de gehakkelde aurelia is open bos. De vlinder houdt van open plekken, bosranden, parken en struweel. Ook in tuinen komt de vlinder voor. Vooral grillige overgangen van bosachtige begroeiing naar een meer open omgeving zijn in trek. De vlinder wordt meestal niet in heel grote dichtheden waargenomen. De grootste aantallen worden gezien in droog grasland, maar dat zijn waarschijnlijk vooral zwervende, naar nectar zoekende exemplaren. Door het ontbreken van waardplanten is droog grasland ongeschikt voor de rupsen.

## Uiterlijke kenmerken

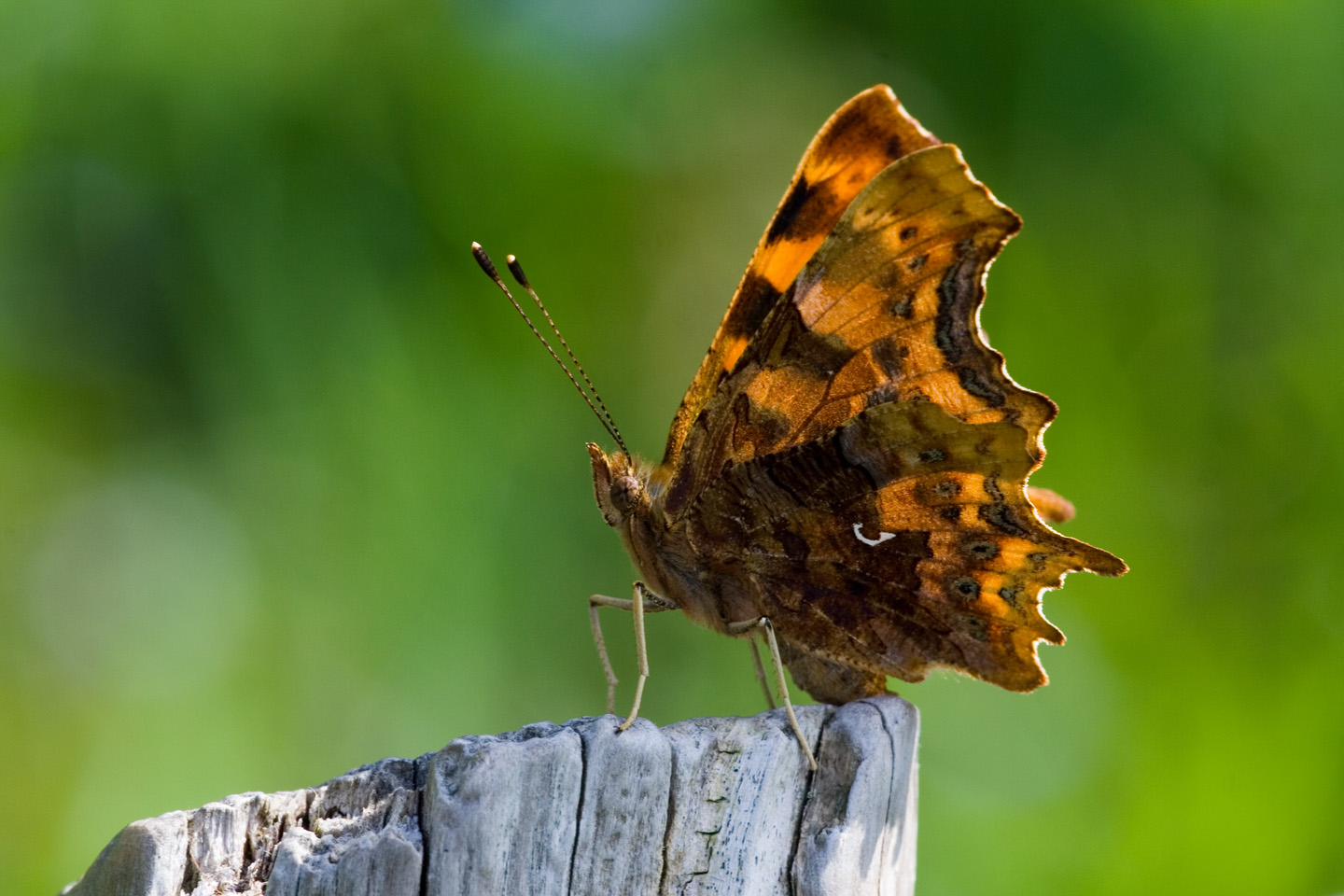
Zijaanzicht

De volwassen vlinder heeft voorvleugels met een lengte tussen de 20 en 26 millimeter. De spanwijdte is ongeveer 42 tot 50 mm.
Het meest opvallende aspect van de vleugels is de vorm. De vleugelranden zijn zeer grillig en vaak is tussen de voor- en achtervleugel een grote inkeping zichtbaar. Hierdoor krijgt de vlinder een moeilijk te interpreteren lichaamsvorm waarvan predatoren in de war kunnen raken. De basiskleur van de bovenzijde van de vleugels is oranje, de kleur kan enigszins variëren van oranjerood tot taankleurig. Op de vleugel bevinden zich een aantal donkerbruine tot zwarte vlekken, twee forse langs de voorrand (costa) van de voorvleugel, een forse langs de voorrand van de achtervleugel en verder over de vleugels verspreid nog enkele kleine. De vleugelrand is bruin en aan de binnenzijde afgezet met gele vlekjes. De ruimtes tussen de grote vlekken langs de costa's zijn soms ook gelig.
De onderzijde van de vleugels is grijsbruin met een duidelijk zichtbare witte C-vorm op de achtervleugel. Met dichtgeklapte vleugels lijkt de vlinder sprekend op een dor blaadje dus wanneer hij zo tussen verdord of afgevallen blad zit, is de vlinder uitstekend gecamoufleerd. Dit is vooral van belang in de overwinteringsfase, als de vlinder zich verstopt in de strooisellaag of in holle bomen.
Er is een zichtbaar verschil tussen vlinders die overwinteren (de wintervorm) en die niet overwinteren (de zomervorm, de vorm die een flink deel van de zomergeneratie aanneemt). Vlinders van de zomervorm zijn lichter van kleur aan de bovenkant, hebben meer kleur op de onderkant van de vleugels en hun vleugelranden zijn minder grillig. Deze vorm wordt de forma hutchinsoni genoemd, naar de Britse Emma Sarah Hutchinson (1820-1906) die in de negentiende eeuw ontdekte dat de gehakkelde aurelia twee generaties had. Hutchinson was in haar tijd een beroemd rupsenkweker en zij kweekte de zomergeneratie van de gehakkelde aurelia voor verkoop aan verzamelaars. In de evolutie geldt de wintervorm als de oorspronkelijke vorm. De zomervorm is hiervan afgeleid door minder energie te steken in de pigmentatie en meer in de geslachtelijke ontwikkeling. De zomervorm is daardoor lichter gekleurd dan de wintervorm en blijkt daarmee minder effectieve schutkleuren te hebben met name tegen boomstammen.

Zomer- en wintergeneratie
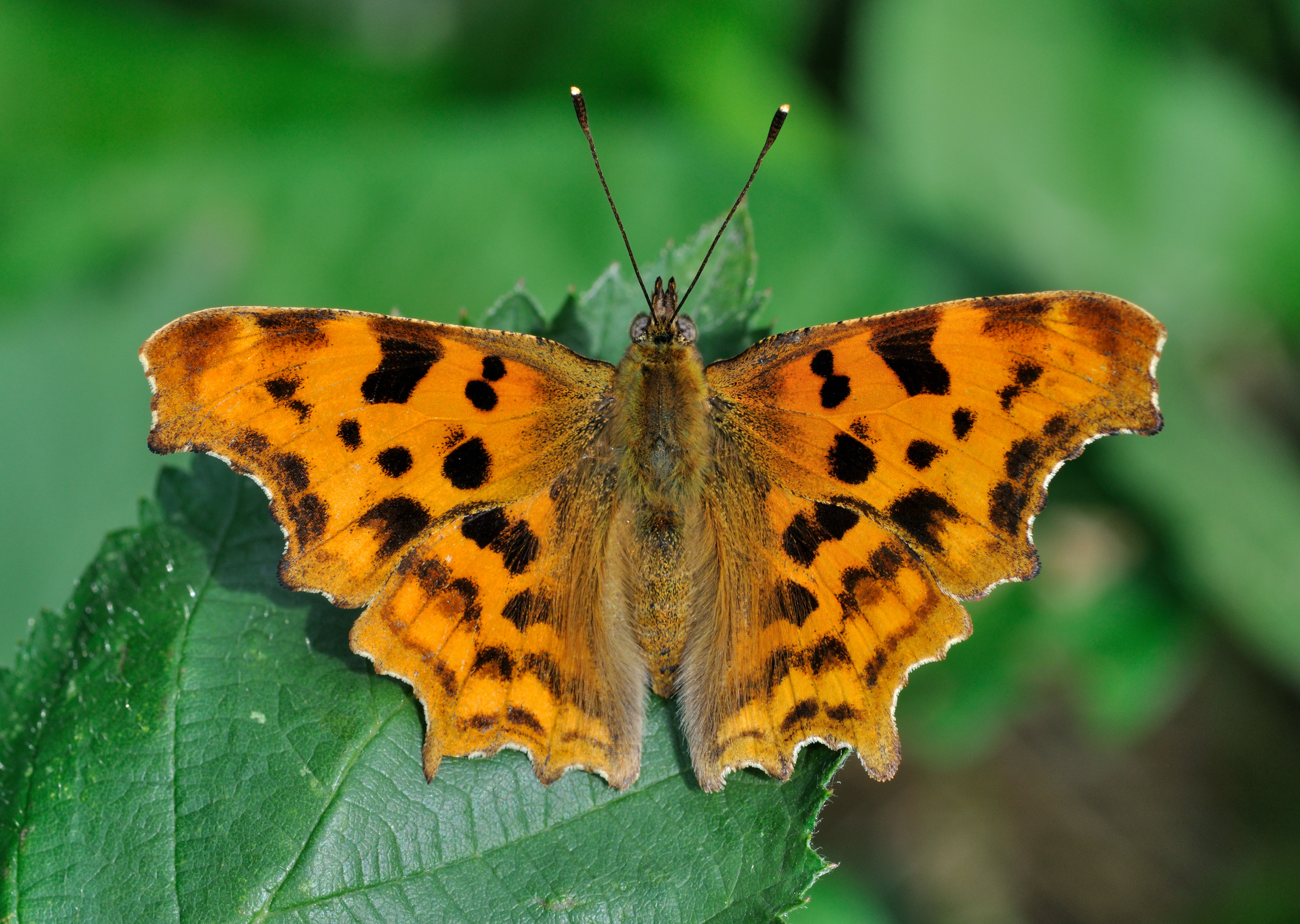
Zomervorm: bovenzijde lichter en minder gehakkeld
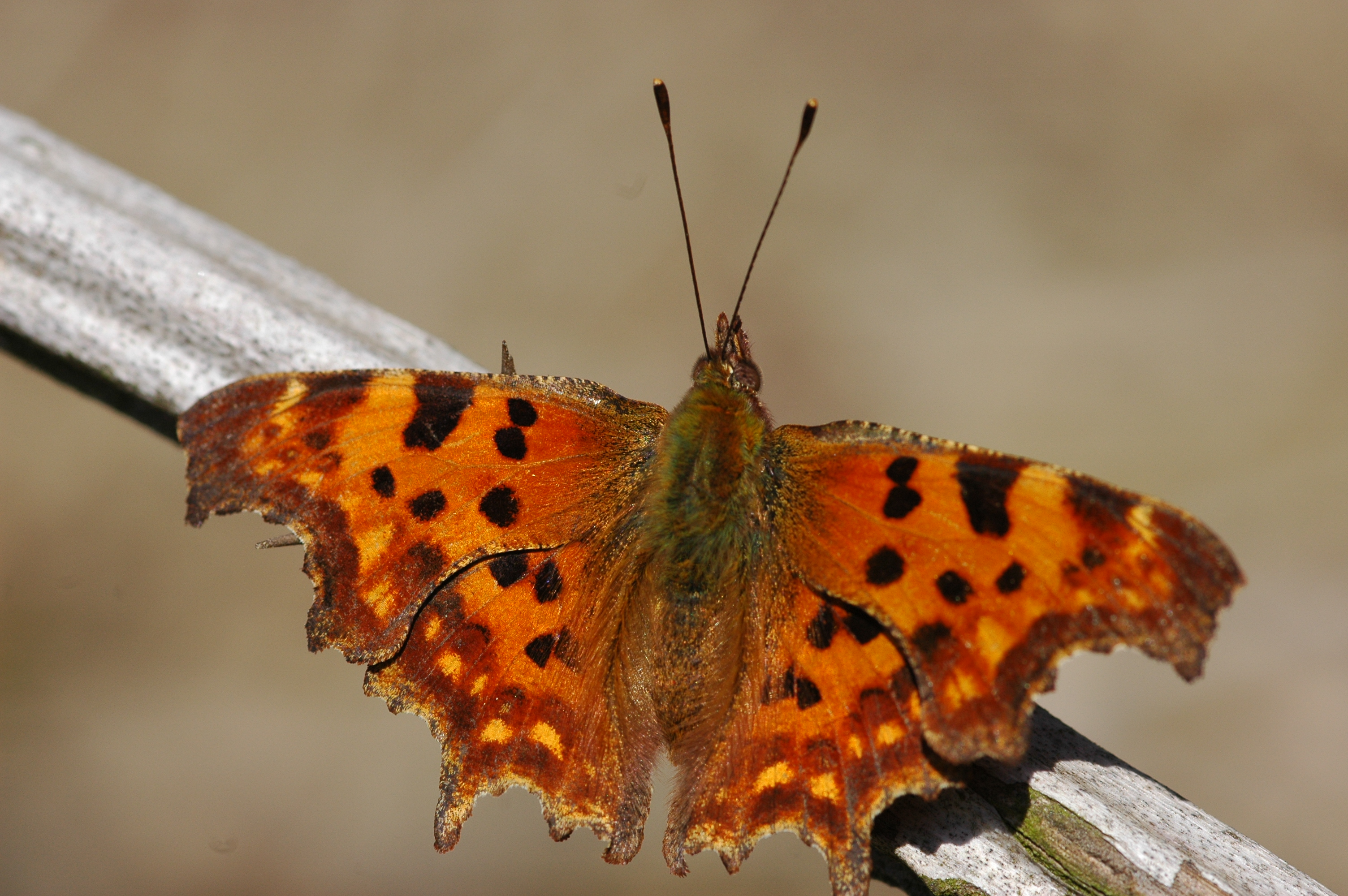
Wintervorm: bovenzijde donkerder en meer gehakkeld
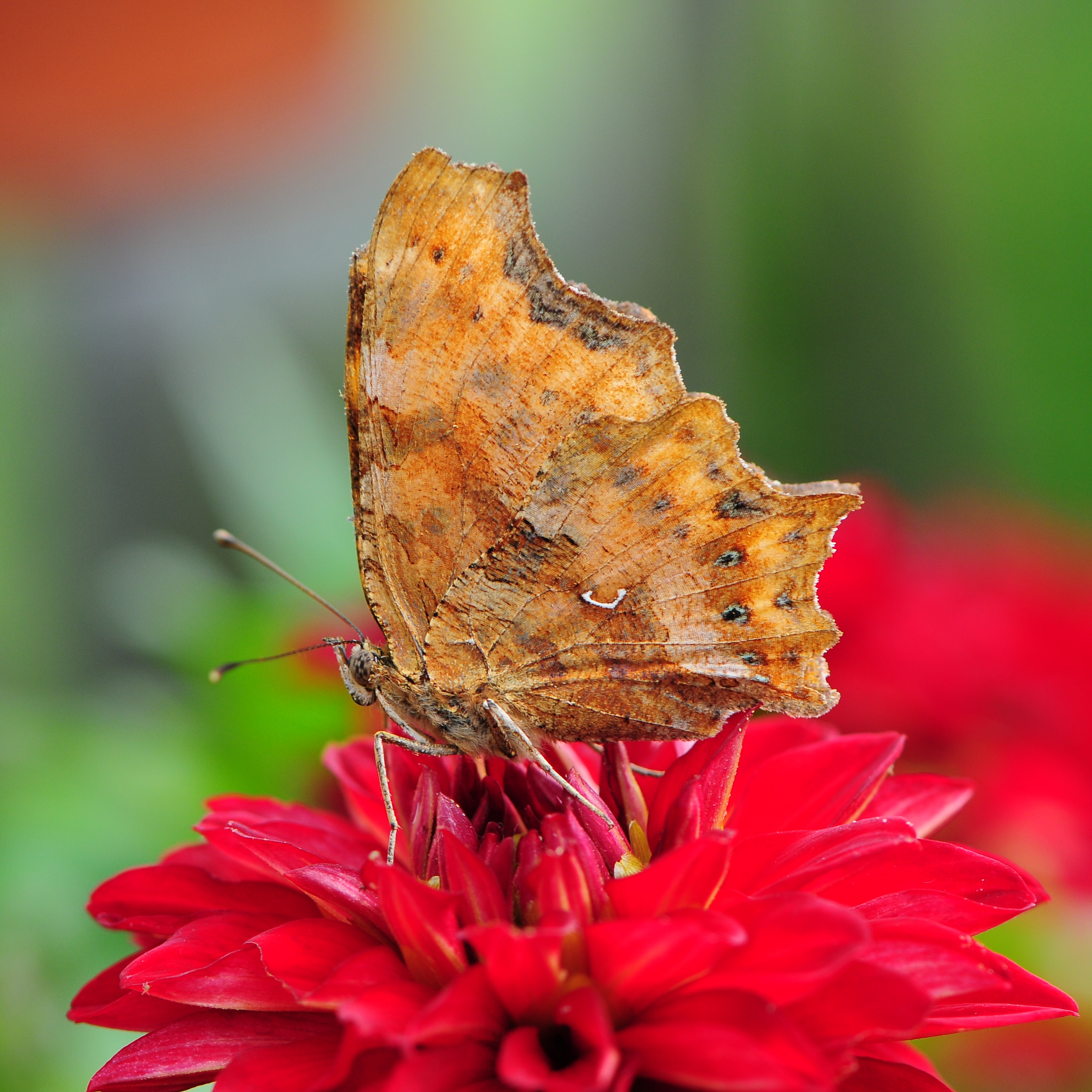
Zomervorm: onderzijde vleugels lichter
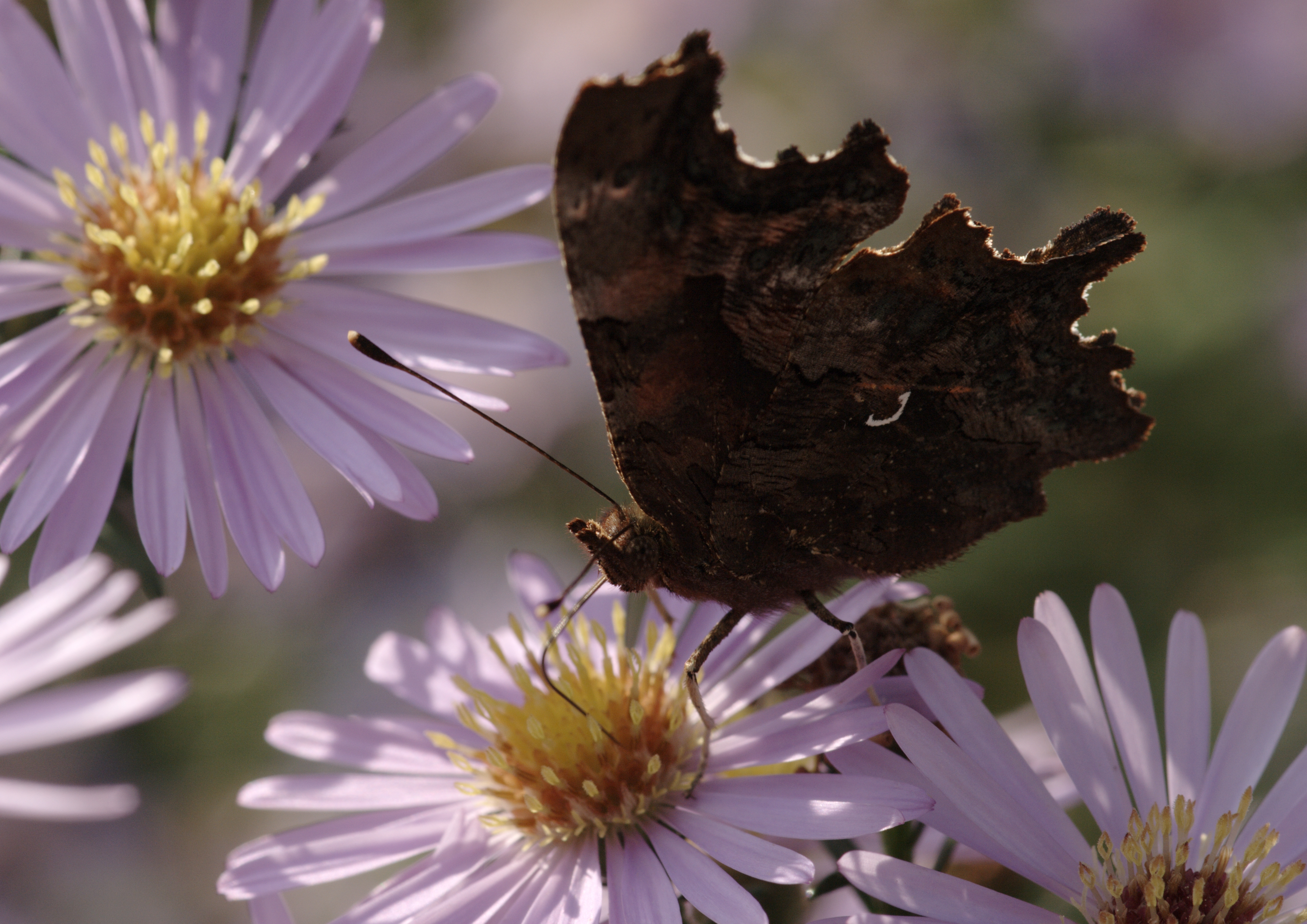
Wintervorm: onderzijde vleugels donkerder

Het lijf van de vlinder is bruin. Het borststuk is behaard, deze beharing zorgt voor een groenige glans. Ook de kop is bruin, met bruine ogen. De antennes zijn zwart met een duidelijke lichtere bandering. Aan het uiteinde zijn de antennes verdikt, de bovenzijde van de verdikking is wit of geel van kleur. Aan de voorzijde van de kop steken verder twee duidelijke palpen uit. Zoals gebruikelijk bij soorten uit de familie Nymphalidae heeft de gehakkelde aurelia slechts vier volledig ontwikkelde poten, terwijl zes poten bij insecten normaal is. De twee "ontbrekende" poten zijn alleen rudimentair aanwezig.

### Gelijkende soorten
Er zijn enkele soorten in het verspreidingsgebied van de gehakkelde aurelia waarmee hij verward zou kunnen worden. In Nederland en België gaat het vooral om de grote vos (Nymphalis polychloros) en kleine vos (Aglais urticae), die echter een minder onregelmatige vleugelrand hebben en blauwe vlekjes langs de vleugelrand. In Europa gaat het verder met name om de zuidelijke aurelia (Polygonia egea) en de gehakkelde vos (Nymphalis vaualbum). In Azië zijn naast de eerder genoemde gehakkelde vos nog enkele gelijkende soorten, waarvan Polygonia c-aureum de bekendste is.

Gelijkende soorten
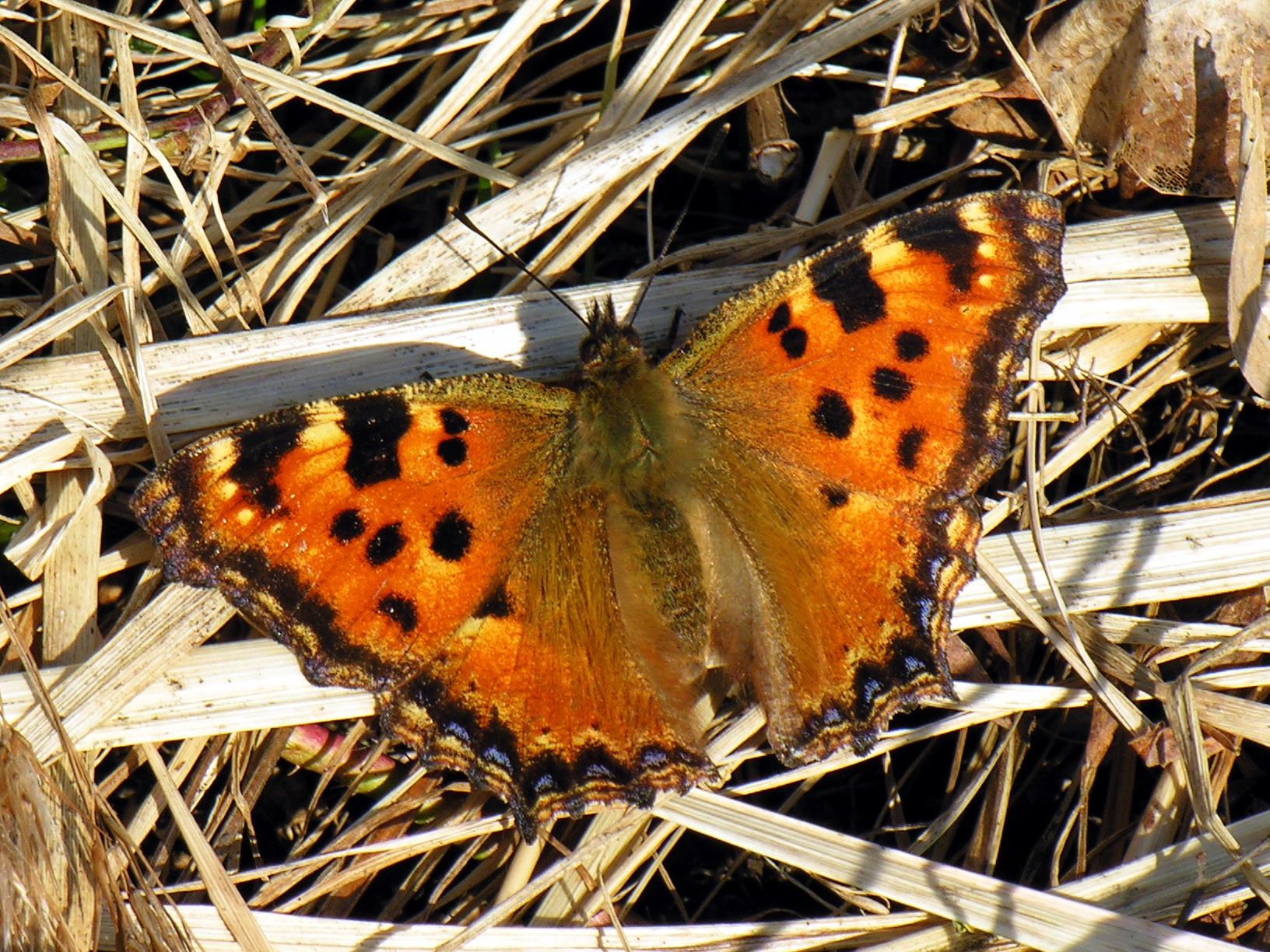
Grote vos
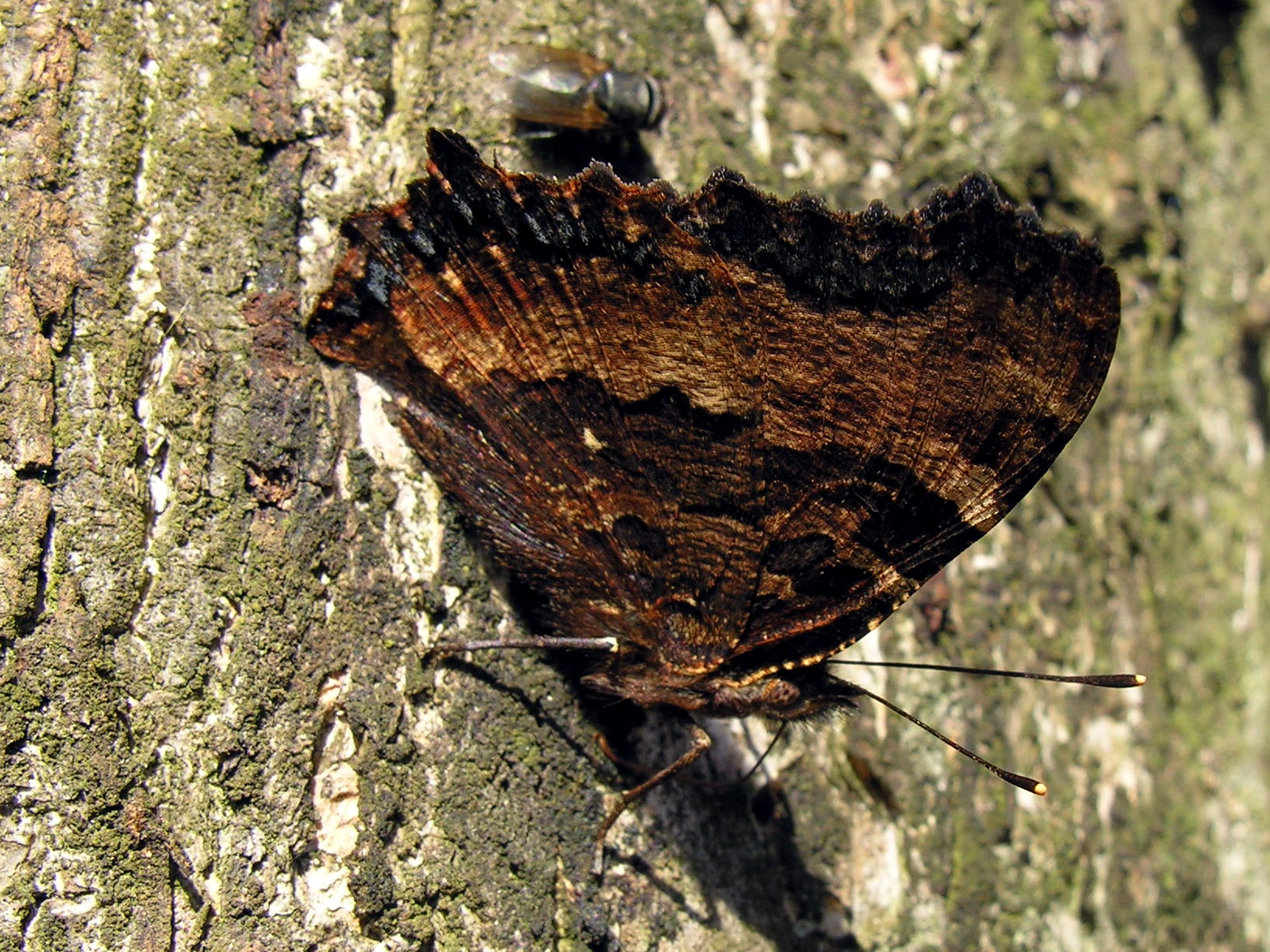
Grote vos
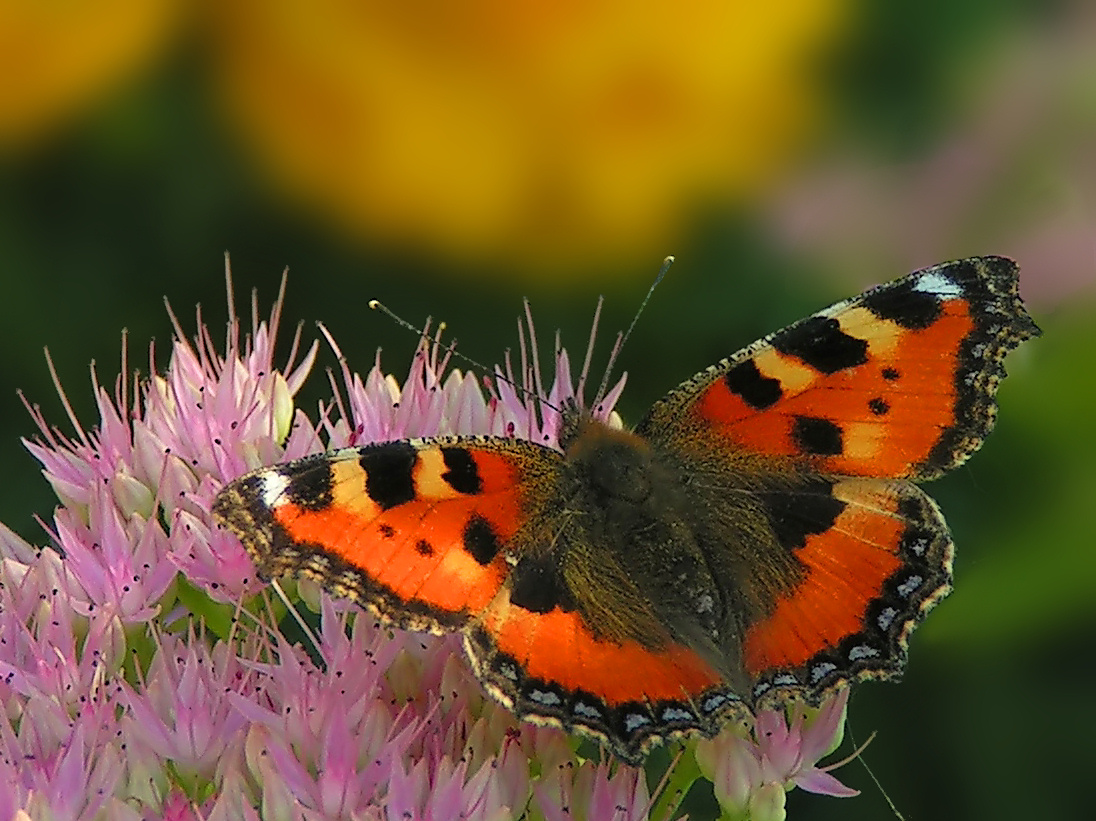
Kleine vos
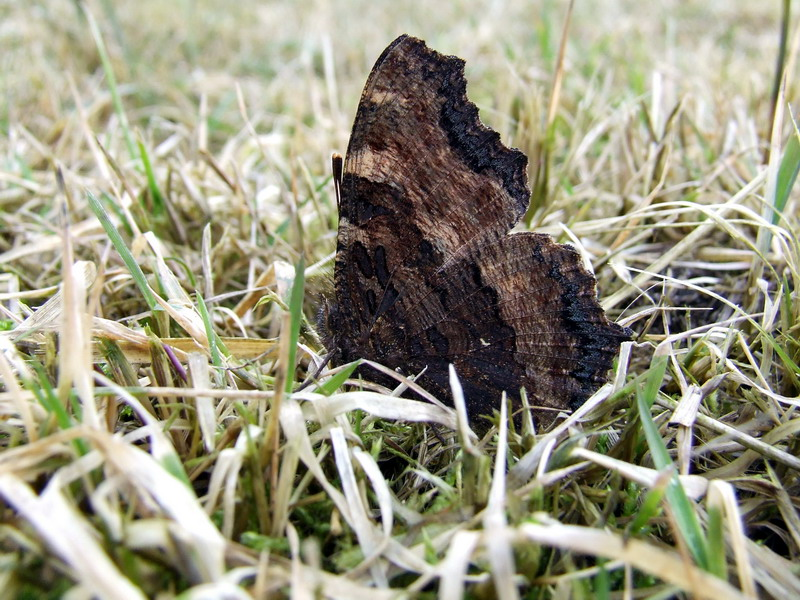
Kleine vos
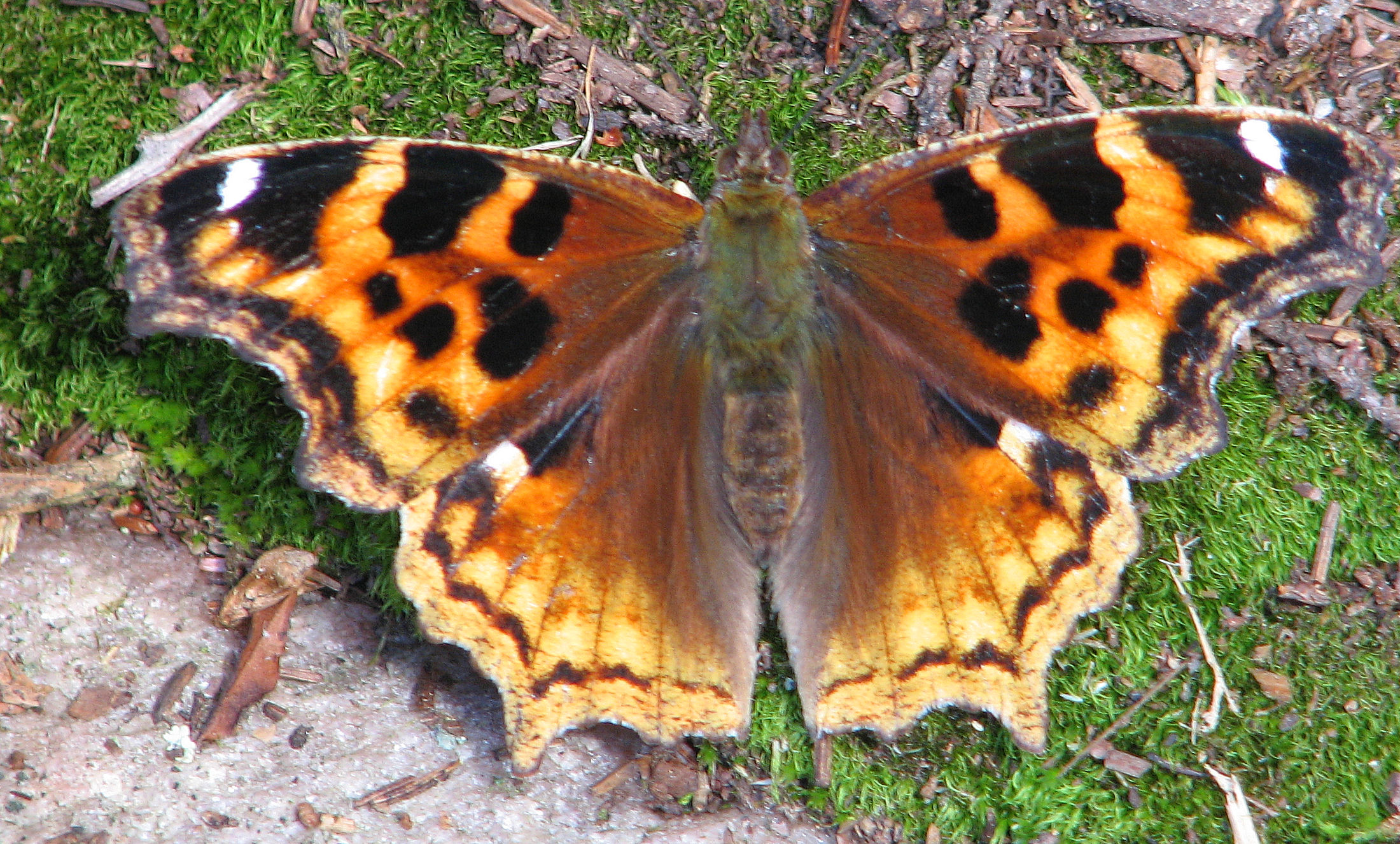
Gehakkelde vos
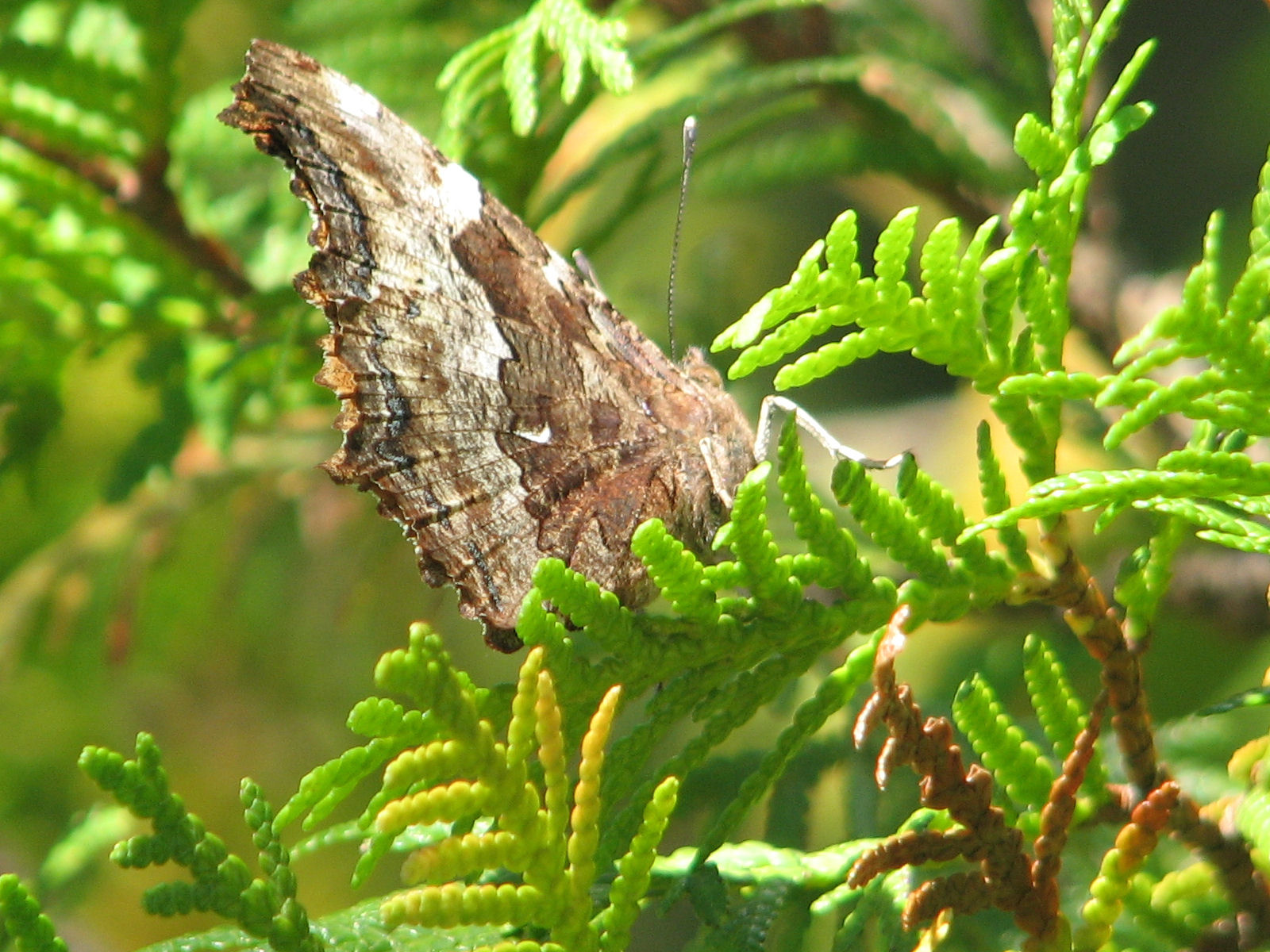
Gehakkelde vos
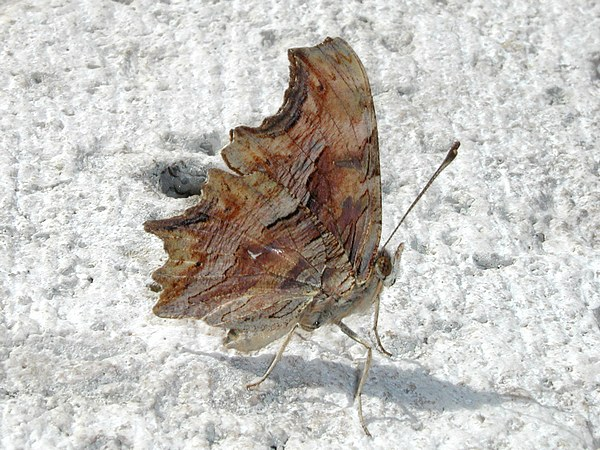
Zuidelijke aurelia
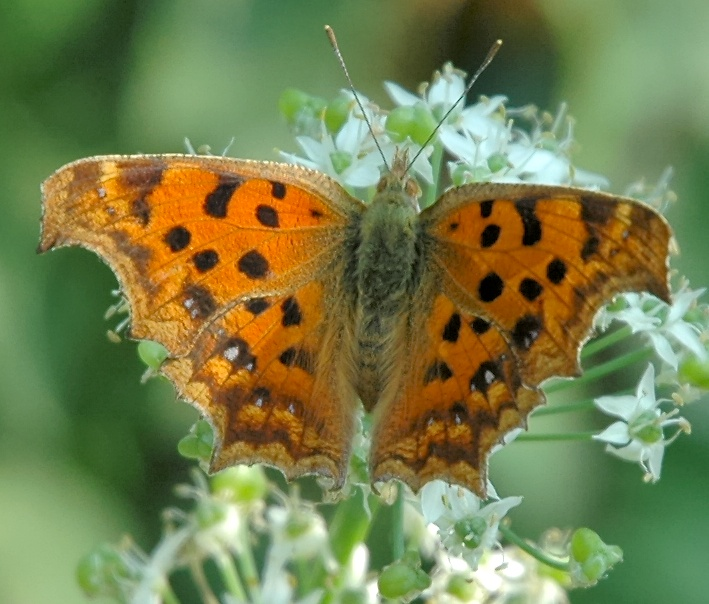
Polygonia c-aureum
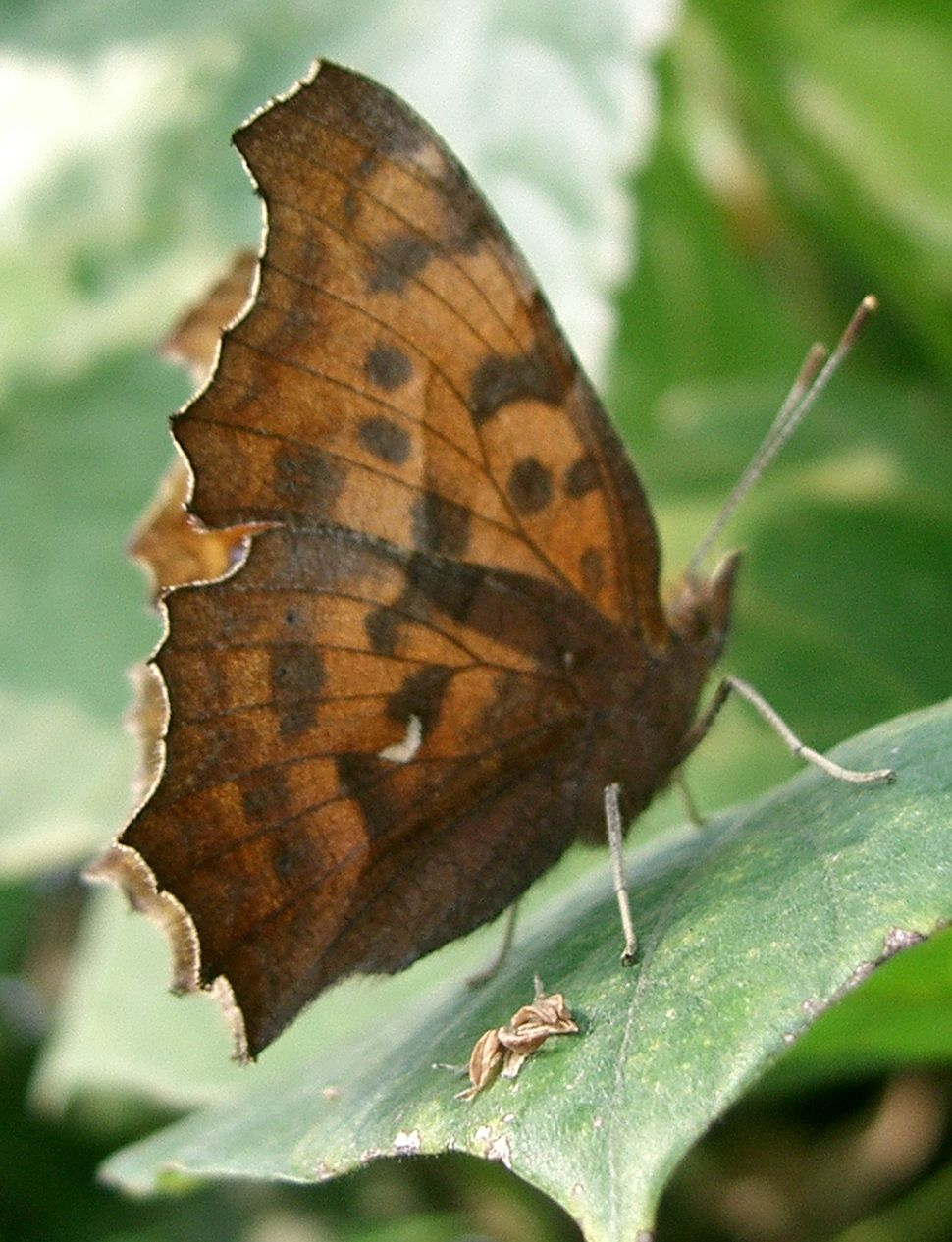
Polygonia c-aureum

## Voortplanting

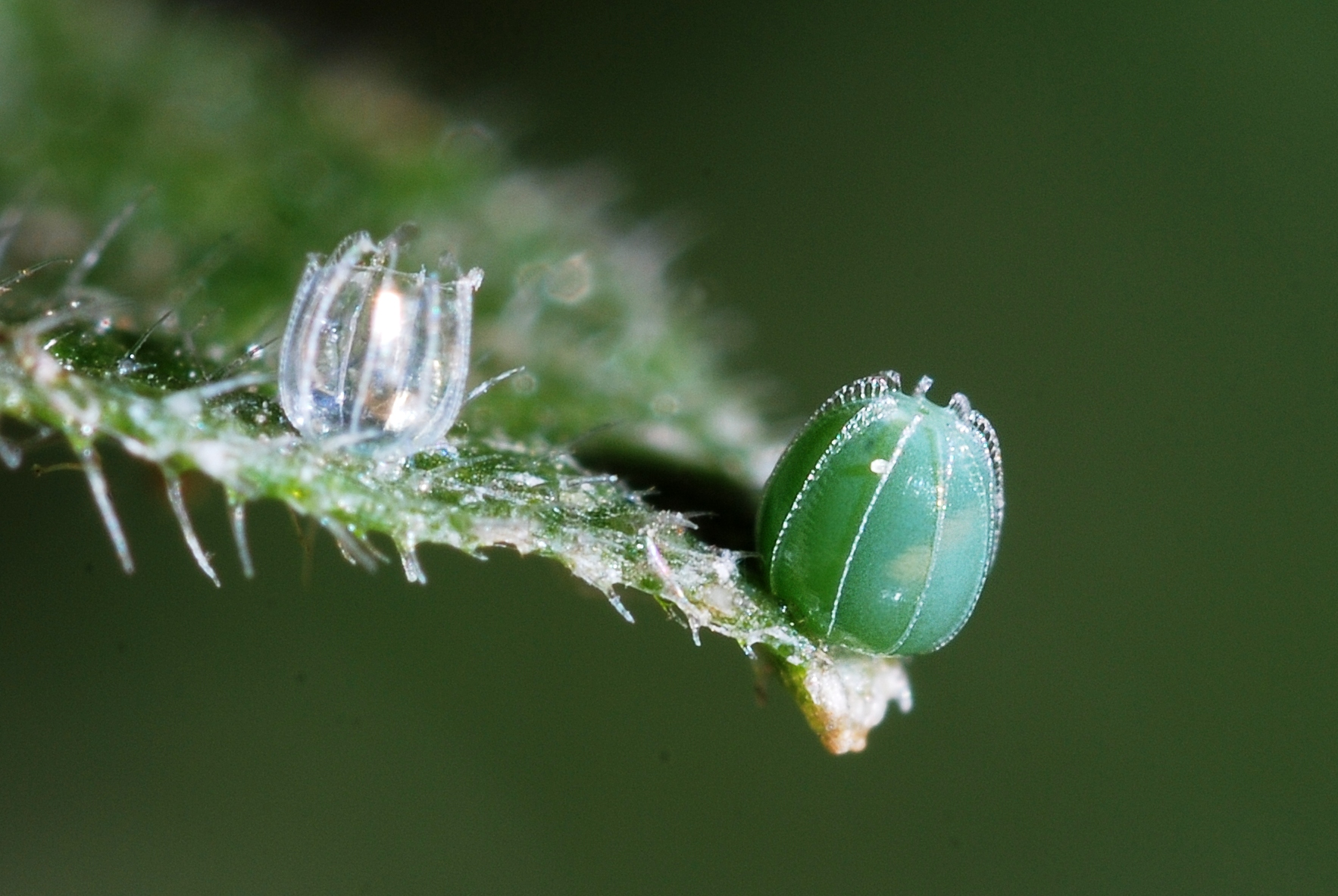
Tweetal eitjes, waarvan er één is uitgekomen

In zijn leefgebied onderhoudt het mannetje van de gehakkelde aurelia een vrij klein territorium van zo'n 12 m². Er kunnen acht tot twintig vlinders per hectare worden gevonden, een vrij hoge dichtheid. De mannetjes verdedigen hun territorium door op een klein aantal vaste uitkijkplaatsen te wachten. Het verdedigen begint meestal rond 14.00 uur, als de omgeving goed is opgewarmd. Daarbij kiest de vlinder voor zonnige plaatsen tot op ongeveer drie meter hoogte. Meestal kiest hij een territorium met weinig hogere begroeiing in de buurt, zoals aan de rand van het bos, op open plekken, bij brede bospaden, langs hagen of in tuinen. Een binnendringer wordt weggejaagd en achtervolgd in een spiraalvlucht. Een enkele keer voert het mannetje ook patrouillevluchten uit.
De gehakkelde aurelia heeft net als alle vlinders vier levensfasen: de vlinder begint zijn leven in een ei en hieruit kruipt de larve of rups. Als de rups zich volledig heeft ontwikkeld vindt de verpopping plaats en uit de pop kruipt ten slotte de volwassen vlinder (of imago).
De gehakkelde aurelia kent in het grootste gedeelte van zijn verspreidingsgebied twee generaties per jaar. In het uiterste noorden komt slechts één generatie per jaar tot ontwikkeling door de lagere temperaturen. In het uiterste zuiden van het verspreidingsgebied is de gemiddelde temperatuur hoger en kunnen zich drie generaties per jaar ontwikkelen. De volwassen vlinder kan worden aangetroffen van maart tot oktober. De eerste generatie imagines (volwassen vlinders) komt rond april uit de pop. De snel ontwikkelde exemplaren zijn vrijwel meteen klaar voor de paring en ontwikkelen in de zomer een tweede en soms zelfs nog een derde generatie. De langzamer ontwikkelde exemplaren zijn niet meteen seksueel ontwikkeld en vliegen tot de winter zonder te paren. De vliegtijden van de generaties overlappen hierdoor en ook de overwintering van de volwassen vlinder gebeurt dus door vlinders uit verschillende generaties.

### Ei
De eitjes worden afzonderlijk, per twee of soms in heel kleine groepjes, op de rand van het blad afgezet. Waardplanten zijn onder meer grote brandnetel, hop, en aalbes. Op de gunstiger waardplanten zet het vrouwtje typisch ietsje grotere groepjes eitjes af dan op de minder gunstige waardplanten. Daarbij kiest het vrouwtje bij voorkeur voor waardplanten die in de halfschaduw staan aan de rand van bos of struweel. In totaal kan een vrouwtje tot 250 eitjes afzetten. Na vier tot zeven dagen komt het eitje uit.
Het ei van de gehakkelde aurelia is groen van kleur en heeft negen tot twaalf witte lengteribbels. Het ei doet hierdoor denken aan een kleine kruisbes. Het ei is ongeveer een millimeter hoog en niet helemaal rond maar enigszins ovaal.

### Rups
De rups leeft vervolgens in de eerste drie stadia op de onderzijde van het blad en daarna aan de bovenzijde. De rupsen komen meestal niet in heel hoge dichtheden voor, toch is er wel schade gemeld in de teelt van hop. De rups van de gehakkelde aurelia wordt 30 tot 34 millimeter lang. De basiskleur van de rups is zwart, met een tekening van wit en oranje. In de eerste drie stadia is deze kleuring niet zo opvallend en ogen de rupsen vooral zwart met een beetje wit. De rups heeft dan kleine stekeltjes. De kleuring zorgt voor vrij goede camouflage. In de daaropvolgende twee laatste stadia is de kleuring juist heel opvallend en zijn de stekels stevig, vrij groot en flink vertakt. De stekels op het voorste segment zijn zwart, op de daaropvolgende vier segmenten zijn de stekels oranje en op de segmenten daarachter zijn ze wit. Het lijf is aan de bovenkant van deze achterste segmenten ook opvallend wit gekleurd, terwijl rond de oranje stekels ook duidelijke oranje tekening op het lijf zichtbaar is. Veelal wordt aangenomen dat deze tekening, waarvan het wit doet denken aan vogelpoep, ook een vorm van crypsis is, net als de camouflage in de eerste drie stadia.
De belangrijkste predatoren van de rupsen zijn vogels en omdat de rupsen uiterlijk op vogelpoepjes lijken worden ze door vogels genegeerd. Zweeds onderzoek uit 2001 suggereert echter dat de kleuring mogelijk ook aposematisch is en dus een schrikeffect geeft. Kuikens die dode rupsen van het vijfde stadium gevoerd kregen leerden de rupsen snel te vermijden. Dergelijke grotere rupsen zijn door de borstelige stekels moeilijk door te slikken. De kuikens letten hierbij op de kleur van de rups.
Na 15 tot 27 dagen verpopt de vlinder, meestal laag hangend in of nabij de vegetatie.

### Pop
De pop is bruin en hangt aan zijn "staart" laag in de vegetatie op of in de buurt van de plant waarvan de rups heeft gegeten. Halverwege de rug lopen in de lengterichting twee rijtjes van meestal drie zilverkleurige stippen. Aan de zijkanten van de pop bevinden zich vanaf de staart langgerekte donkere driehoeken.
Het popstadium duurt negen tot zeventien dagen.

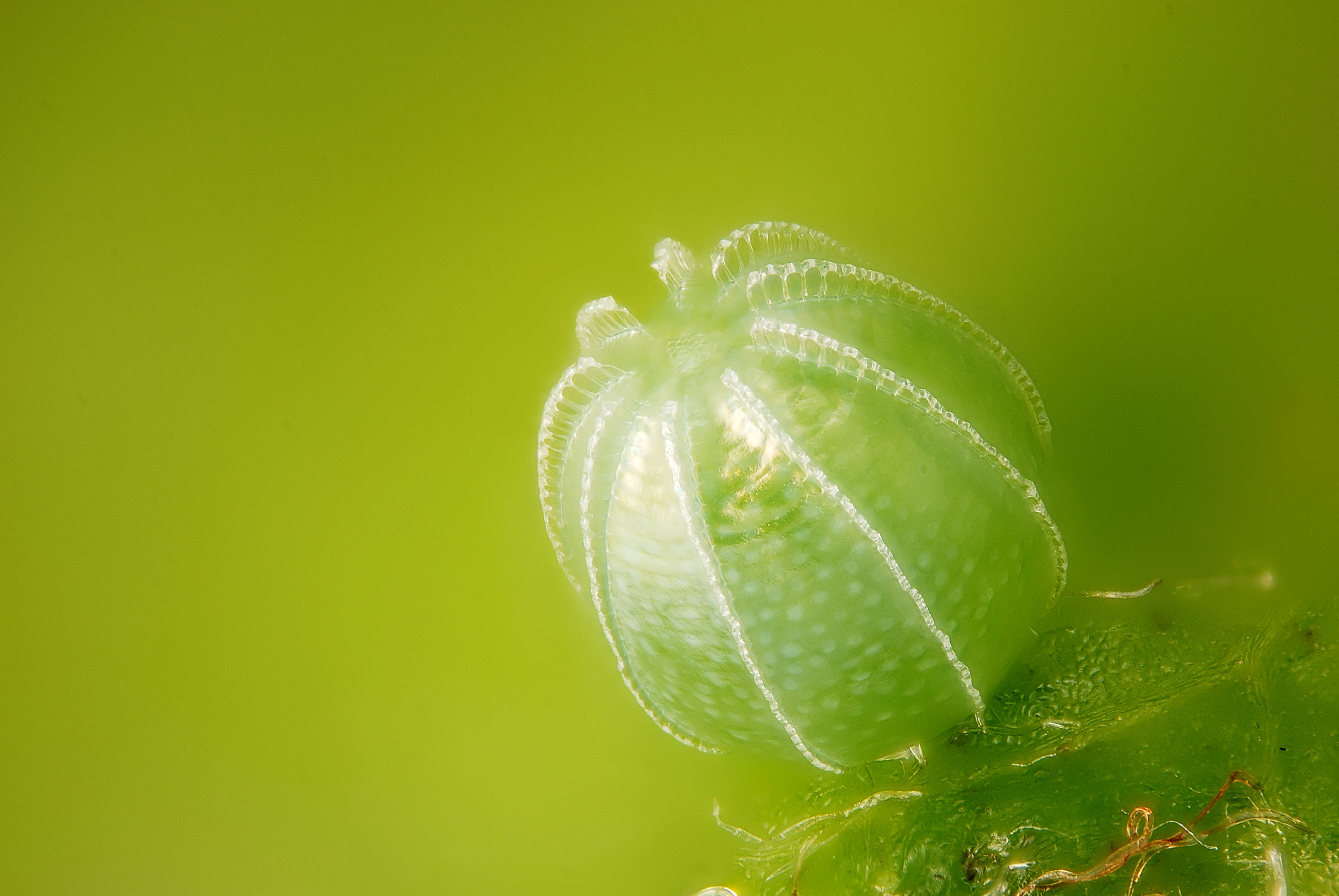
Sterk vergrote opname van een ei
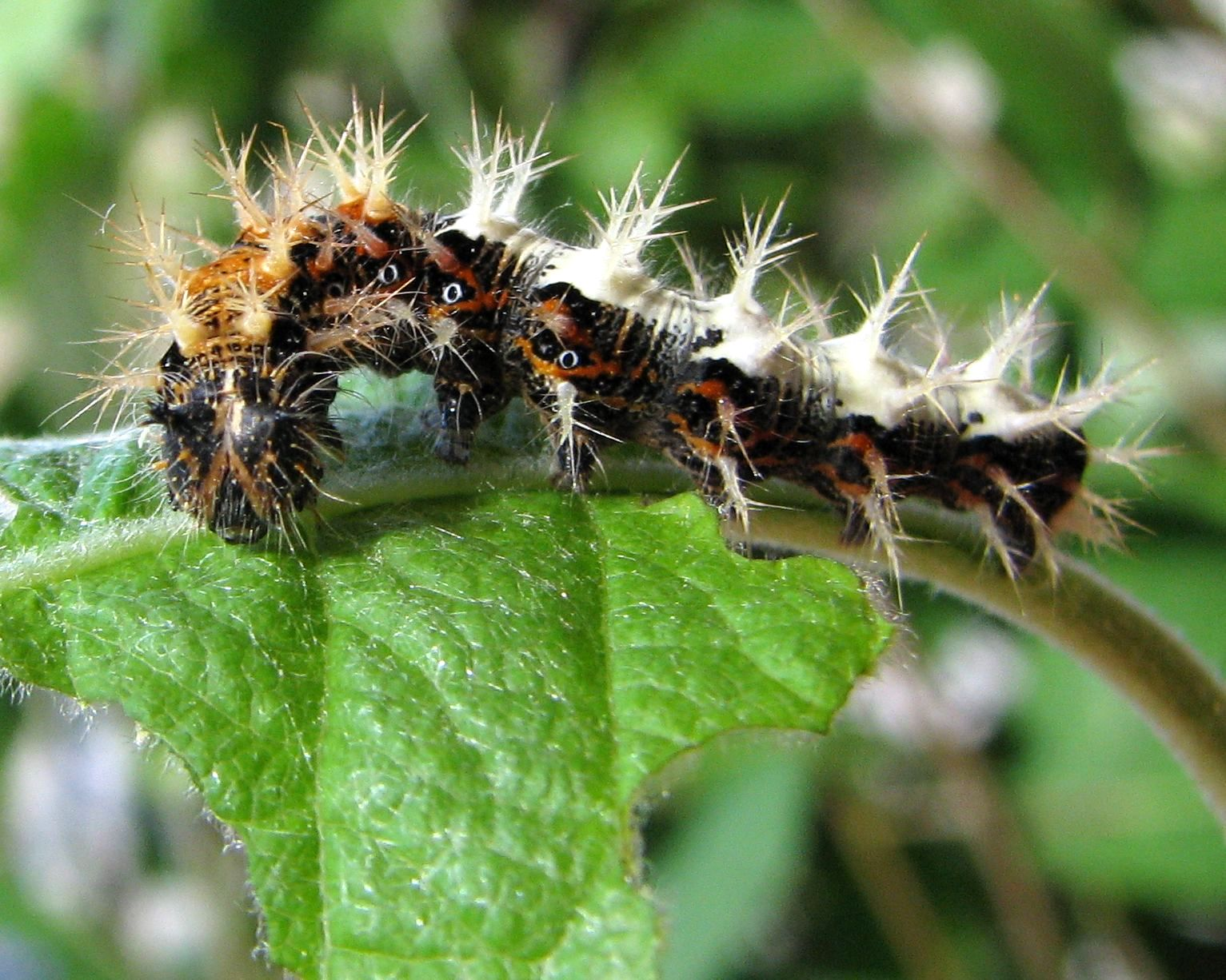
Rups uit vijfde stadium
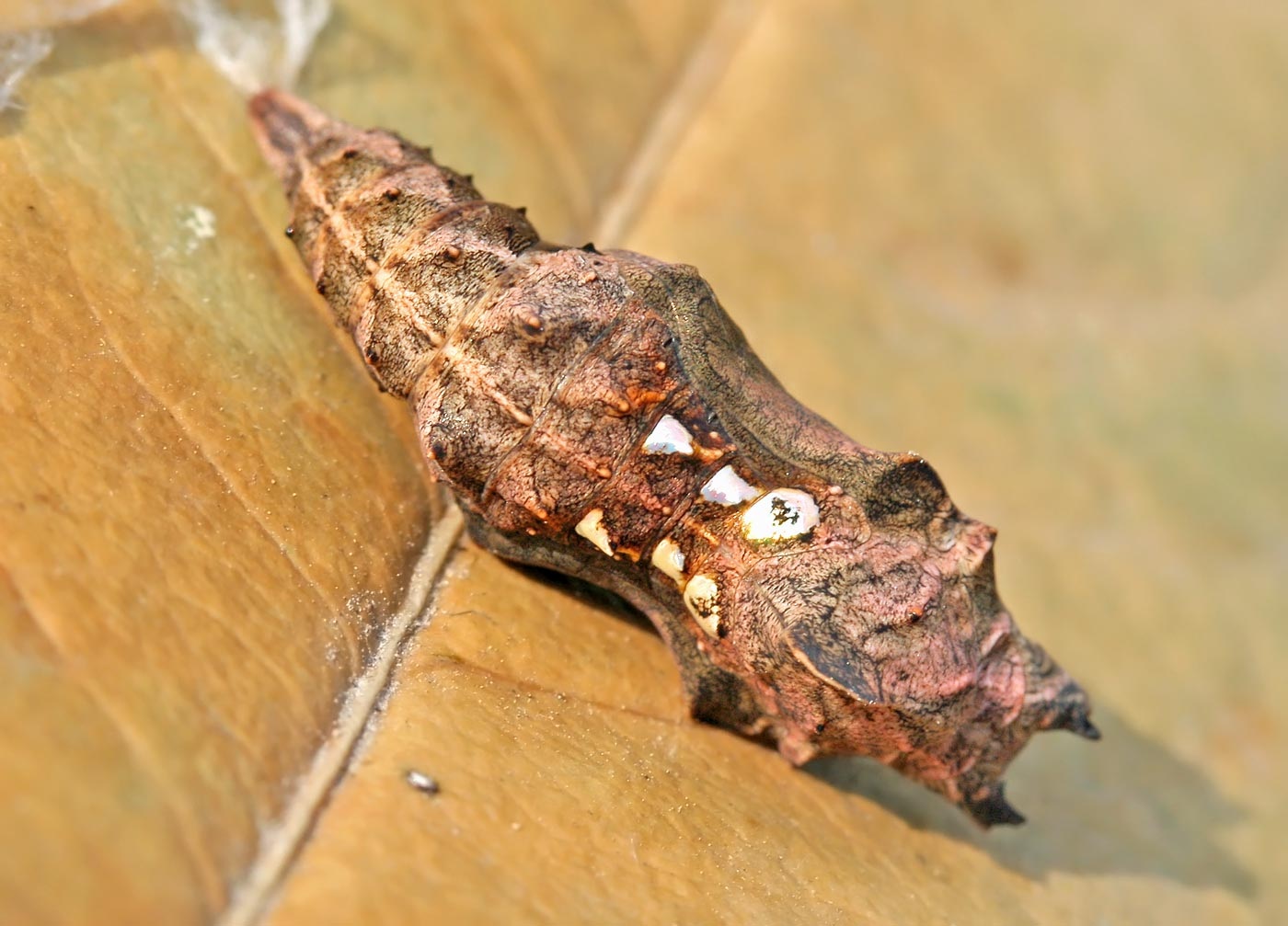
Pop
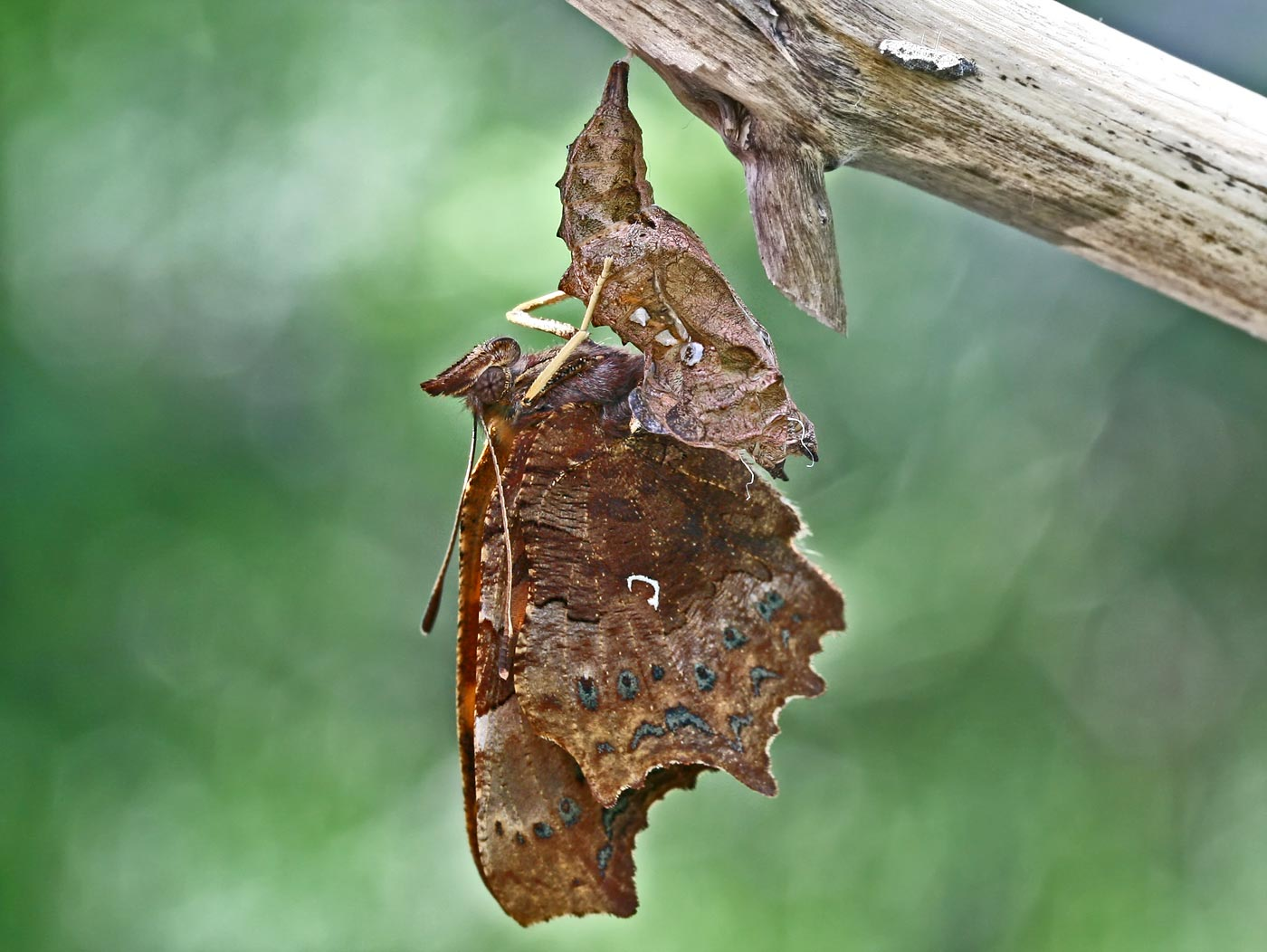
Juist ontpopte imago

### Imago
De vlinder verstopt zich in de winter in de strooisellaag, houtmijten, in holtes in bomen of andere beschutte plaatsen. Met dichtgeklapte vleugels is hij goed vermomd als een dor blaadje. Hij heeft dan ook geen ander verdedigingsmechanisme, in tegenstelling tot de verwante dagpauwoog en kleine vos, die bij verstoring met de vleugels klapperen. De dagpauwoog toont dan bovendien intimiderende oogvlekken. In laboratoriumcondities blijkt de vermomming als dor blaadje behoorlijk effectief; de gehakkelde aurelia wordt veel minder makkelijk ontdekt dan de dagpauwoog of kleine vos. Anderzijds is juist de dagpauwoog daarna zeer effectief in het afschrikken.

## Voedsel en vijanden
De volwassen vlinders voeden zich in het voorjaar vooral met nectar, bijvoorbeeld van de sleedoorn en van wilgenkatjes. Later in het seizoen breidt het menu zich uit en zijn onder andere akkerdistel, braam, koninginnenkruid en in tuinen vlinderstruik in trek. De gehakkelde aurelia kan dan samen worden waargenomen met andere grote zomervlinders, zoals de atalanta, de dagpauwoog en de kleine vos. Bij grote warmte worden de vlinders ook gezien bij modderplassen of uitwerpselen, waar zij vocht en mineralen tot zich nemen. In het najaar ten slotte drinkt de vlinder van het sap van rottend fruit.
De rups van de gehakkelde aurelia gebruikt brandnetel (met name grote brandnetel) als voornaamste waardplant, waarop het vrouwtje de eitjes afzet en die door de rups als voedsel wordt gebruikt. Daarnaast worden ook hop, iep (met name ruwe iep), wilg, berk, hazelaar en ribes als waardplanten gebruikt. De gehakkelde aurelia geldt daarom als polyfaag. De keuze voor een waardplant waarop het vrouwtje de eitjes afzet wordt niet beïnvloed door de waardplant die de vlinder als rups heeft gegeten.
De rups ontwikkelt zich niet bij elke waardplant even goed. Op brandnetel doet de rups het bijvoorbeeld aanzienlijk beter dan op berk. De rups ontwikkelt zich op brandnetel sneller, groeit uit tot een zwaardere pop en heeft een hogere overlevingskans op brandnetel dan op berk. Andere waardplanten zitten tussen deze twee in. Bij die sneller gegroeide rupsen zijn bovendien meer vlinders die meteen klaar zijn voor voortplanting. Deze snel gegroeide rupsen zijn geschikt om meer generaties per jaar te maken. De rupsen die langzamer gegroeid zijn, en bijvoorbeeld berk hebben gegeten, gaan beduidend vaker eerst overwinteren in diapauze voordat zij zich voortplanten.
Natuurlijke vijanden van de gehakkelde aurelia zijn tweeledig: predatoren en parasitoïden. Veel rupsen worden gegeten door insecteneters zoals vogels. Rupsen en poppen worden daarnaast belaagd door parasieten en parasitoïde insecten, zoals sluipwespen, bronswespen en sluipvliegen. De gehakkelde aurelia wordt met name getroffen door de bronswesp Pteromalus puparum die eitjes legt in de pop.

## Taxonomie

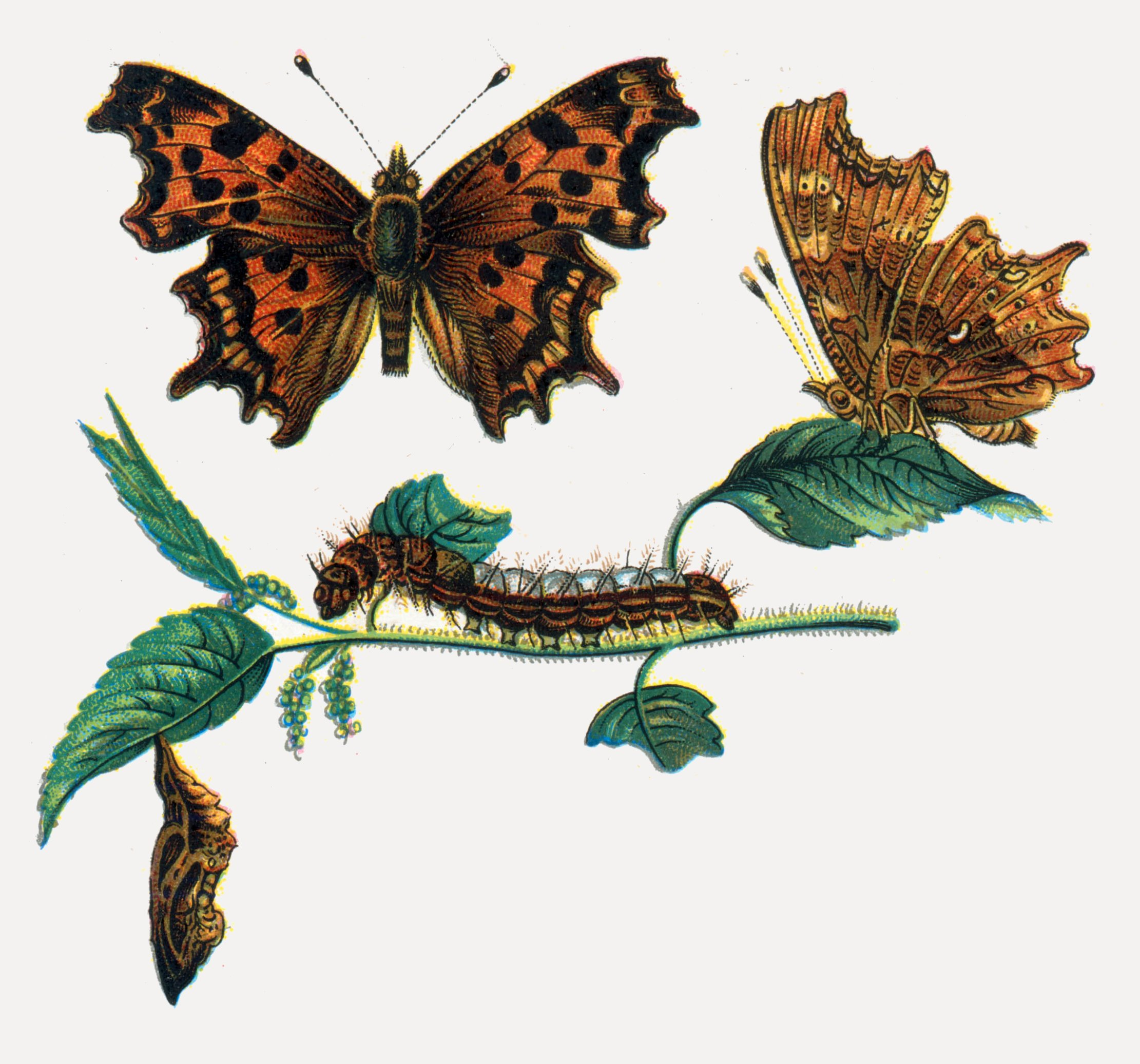
Illustratie met alle levensfasen

De gehakkelde aurelia is een van de vele diersoorten die in 1758 voor het eerst een binomiale naam kregen van Carl Linnaeus in de tiende druk van Systema naturae, het startpunt van de zoölogische nomenclatuur. Linnaeus plaatste de vlinder in het geslacht Papilio dat toen grofweg alle soorten omvatte die tegenwoordig in de superfamilie Papilionoidea worden geplaatst. Tegenwoordig plaatst men de gehakkelde aurelia in het geslacht Polygonia. Sommige auteurs beschouwen Polygonia als een ondergeslacht van Nymphalis, waarbij de naam van de gehakkelde aurelia dan Nymphalis c-album is.

### Ondersoorten
- Polygonia c-album c-album nominale ondersoort
- Polygonia c-album agnicula (Moore, 1872) - Nepal
- Polygonia c-album asakurai Nakahara, 1920 - Taiwan
- Polygonia c-album extensa (Leech, [1892]) - westelijk en centraal China
- Polygonia c-album hamigera (Butler, 1877) - Oessoeri
- Polygonia c-album imperfecta Blachier, 1908 - Noord-Afrika
- Polygonia c-album koreana (Bryk, 1946) - Korea
- Polygonia c-album kultukensis Kleinschmidt, 1929 - Transbaikal
- Polygonia c-album sachalinensis (Matsumura, 1915) - Sachalin